# Powiat nowodworsko-gdański
Powiat nowodworsko-gdański – dawny polski powiat istniejący w latach 1954–1975 (województwo gdańskie). Ówczesny powiat nowodworsko-gdański obejmował to samo terytorium co dzisiejszy powiat nowodworski (województwo pomorskie). Siedzibą powiatu był Nowy Dwór Gdański.
W chwili utworzenia (1 stycznia 1954) roku powiat nowodworsko-gdański składał się z 1 miasta i 8 gmin (6 przeniesionych z powiatu gdańskiego i 2 nowych):
- miasto Nowy Dwór Gdański z powiatu gdańskiego;
- 6 gmin przeniesionych z powiatu gdańskiego: Drewnica, Marzęcino, Nowy Dwór, Ostaszewo, Stegna i Sztutowo;
- 2 gminy nowe:
  - Lubieszewo, utworzona z:
    - części gminy Nowy Dwór w powiecie gdańskim (gromady Marynowy i Orłowo);
    - części gminy Nowy Staw w powiecie malborskim (gromady  Lubieszewo i Tuja);
    - części gminy Myszewo w powiecie malborskim (gromada Nidowo).

  - Kmiecin, utworzona z:
    - części gminy Nowy Dwór  w powiecie gdańskim (gromady Jazowa, Kmiecin, Myszewko, Powalina, Rakowiska, Rychnowo Żuławskie i Solnica);
    - części gminy Myszewo w powiecie malborskim (gromady Lubstowo i Wierciny).

Równocześnie dwie gminy uległy zmianom terytorialnym:
- gromady Chełmek, Osłonka i Stobiec wyłączono z gminy Marzęcino i włączono do gminy Nowy Dwór Gdański;
- gromadę Groszkowo wyłączono z gminy Stegna i włączono do gminy Sztutowo.

Z końcem 1954 w miejsce gmin wprowadzono gromady. Po reaktywacji gmin w 1973 roku powiat nowodworsko-gdański dzielił się na 1 miasto i 6 gmin (gminy Kmiecin i Lubieszewo nie zostały reaktywowane). Powiat przestał istnieć z dniem 1 czerwca 1975 roku, a jego obszar włączono do województwa elbląskiego. Jednostkę aktywowano ponownie w 1999 roku jako powiat nowodworski.